# Чемпионат Владимирской области по футболу 1985
Чемпионат Владимирской области по футболу 1985 — чемпионат по футболу среди команд Владимирской области 1985 года.
В турнире принимали участие 10 команд. Турнир прошёл в два круга. За победу начислялось 2 очка, за ничью — 1 очко, за поражение — 0 очков. Звание чемпиона области защищал «Металлург» Кольчугино, титул в восьмой раз в своей истории завоевал клуб «Энергия» Муром. Серебряные медали завоевал «Луч» Владимир, бронзовые — «Текстильщик» Киржач.

## Клубы-участники
| №  | Название    | Населённый пункт | Район           | Предприятие                   | Место в предыдущем сезоне |
| -- | ----------- | ---------------- | --------------- | ----------------------------- | ------------------------- |
| 1  | 5-й Октябрь | Струнино         | Александровский | Комбинат «5-й Октябрь»        | *                         |
| 2  | Луч         | Владимир         |                 | Электроприбор                 |                           |
| 3  | Металлист   | Ковров           |                 | ЗиД                           | 7                         |
| 4  | Металлург   | Кольчугино       | Кольчугинский   | Кольчугцветмет                |                           |
| 5  | Мотор       | Владимир         |                 | Владимирский тракторный завод | 6                         |
| 6  | Орбита      | Александров      | Александровский |                               | 9                         |
| 7  | Рекорд      | Александров      | Александровский | Александровский радиозавод    | **                        |
| 8  | Текстильщик | Киржач           | Киржачский      | Киржачский шёлковый комбинат  | 4                         |
| 9  | Темп        | Муром            |                 | Муромский радиозавод          | 5                         |
| 10 | Энергия     | Муром            |                 | МЗ РИП                        |                           |

* — в сезоне 1984 года команда принимала участие в турнире облсовета ДСО «Труд», заняв первое место

** — в сезоне 1984 года команда принимала участие в турнире облсовета ДСО «Металлист», заняв первое место

## Итоговая таблица
| М  | Команда              | И  | В  | Н | П  | Мячи    | ±   | О  |
| -- | -------------------- | -- | -- | - | -- | ------- | --- | -- |
|    | Энергия Муром        | 18 | 13 | 3 | 2  | 42 − 16 | +26 | 29 |
|    | Луч Владимир         | 18 | 12 | 3 | 3  | 42 − 21 | +21 | 27 |
|    | Текстильщик Киржач   | 18 | 11 | 3 | 4  | 32 − 17 | +15 | 25 |
| 4  | Металлург Кольчугино | 18 | 10 | 5 | 3  | 30 − 16 | +14 | 25 |
| 5  | Рекорд Александров   | 18 | 9  | 3 | 6  | 26 − 17 | +9  | 21 |
| 6  | Темп Муром           | 18 | 7  | 5 | 6  | 33 − 23 | +10 | 19 |
| 7  | Мотор Владимир       | 18 | 6  | 3 | 9  | 24 − 30 | −6  | 15 |
| 8  | Металлист Ковров     | 18 | 3  | 4 | 11 | 22 − 41 | −19 | 10 |
| 9  | 5-й Октябрь Струнино | 18 | 2  | 3 | 13 | 15 − 38 | −23 | 7  |
| 10 | Орбита Александров   | 18 | 0  | 2 | 16 | 17 − 64 | −47 | 2  |

И — игры, В — выигрыши, Н — ничьи, П — проигрыши, Мячи — забитые и пропущенные голы, ± — разница голов, О — очки

«Текстильщик» Киржач занял место выше «Металлурга» Кольчугино по правилу наибольшего количества побед

## Источник
- Календарь-справочник «Футбол-86». — авторы составители: А. Гаврилов, В. Глебов, редактор: В. Юденич. — Владимир: Издательство «Призыв», 1986.